# نعمت‌الله شهرانی
نعمت‌الله شهرانی (متولد ۱۹۴۱) یکی از دانشمندان برجسته افغان است. وی از سال ۲۰۰۲ تا ۲۰۰۴ یکی از چهار معاون رئیس‌جمهور در دولت موقت افغانستان بود. شهرانی همچنین رئیس کمیسیون قانون اساسی افغانستان بود.

## زندگی
وی بیش از ۳۰ کتاب و چند صد مقاله دانشگاهی تألیف کرده‌است. وی به یک خانواده دانشگاهی تعلق دارد که در افغانستان به خانواده دانشمندان معروف است. وی در دانشگاه کابل، دانشگاه الازهر (قاهره) و دانشگاه جورج واشینگتن (ایالات متحده) تحصیل کرد)
او اهل استان بدخشان در شمال افغانستان است و از نظر قومی ازبک است. اگرچه وی یکی از چهره‌های عقیدتی مقاومت افغانستان در برابر حمله شوروی به افغانستان بود، اما هرگز در درگیری‌های فرقه ای، حزبی و سایر درگیری‌های قومی در افغانستان نقش نداشت. به همین دلیل نام مستعار آقای پاک را بدست آورد.
در حال حاضر برخی دیگر از اعضای خانواده وی در نهادهای دانشگاهی در ایالات متحده (مانند دانشگاه ایندیانا بلومینگتون) و انگلستان مشغول تدریس هستند. عنایت‌الله شهرانی برادر اوست.